# Ooo Baby Baby
«Ooo Baby Baby» — песня американской ритм-н-блюз-группы The Miracles, выпущенная в качестве сингла в 1965 году с их студийного альбома Going to a Go-Go. Песня занимает 266-е место в списке 500 величайших песен всех времен журнала Rolling Stone.

## Участники записи

### The Miracles
- Смоки Робинсон ― вокал
- Пит Мур ― бэк-вокал
- Клодетт Роджерс Робинсон ― бэк-вокал
- Ронни Уайт ― бэк-вокал
- Бобби Роджерс ― бэк-вокал
- Марв Тарплин ― гитара

### Прочие участники
- Детройтский симфонический оркестр ― струнные
- The Funk Brothers ― другие инструменты, включая Джека Эшворда на вибрафоне

## Чарты

### Недельные чарты
| Чарт (1965)            | Пиковая позиция |
| ---------------------- | --------------- |
| Canada RPM Top Singles | 17              |
| US Billboard Hot 100   | 16              |
| US Billboard R&B       | 4               |
| US Cash Box Top 100    | 18              |

### Годовые чарты
| Чарт (1965)          | Позиция |
| -------------------- | ------- |
| US Billboard Hot 100 | 93      |